# Gnosis
Gnosis – polskie czasopismo ukazujące się od 1991, poruszające problemy związane z ezoteryką, religioznawstwem i filozofią.
Służy szerzeniu wiedzy o szeroko pojętej duchowości – tak w wymiarze religijnym, jak filozoficznym. Punktem wyjścia były dla pisma próby reinterpretacji gnozy i gnostycyzmu, jako systemów żyjących wciąż w tradycji europejskiej, wciąż oddziałujących i inspirujących do refleksji, do działania, do bezkompromisowego poszukiwania prawdy. W sferze zainteresowań redakcji znajdują się wszystkie nurty duchowości ludzkiej – tak w aspekcie teoretycznym, jak w działaniu. Nie tylko jako przedmiot poznania, ale i narzędzie przemiany. We wszystkich przejawach: medytacyjnych, koncepcyjnych i praktycznych.
W „Gnosis” publikowane są zarówno oryginalne materiały polskich autorów, jak i przekłady tekstów starożytnych, eseje naukowe, utwory literackie, oraz tłumaczenia współczesnej literatury światowej i recenzje książek związanych tematycznie z profilem pisma.
„Gnosis”, która ukazywała się w wersji papierowej do końca roku 2000 (co, ze względu na koszty, zostało wstrzymane), publikuje obecnie (od 2001 r.) nowe materiały na stronie internetowej, zawierającej ponad siedem tysięcy podstron.
Redakcję tworzą:
- Jerzy Prokopiuk, religioznawca, filozof – redaktor naczelny
- Krzysztof Maurin, fizyk, filozof – konsultant programowy
- Światosław Nowicki, filozof, tłumacz – redaktor
- Bohdan Kos, fizyk, filozof, poeta – redaktor
- Lech Robakiewicz, redaktor i edytor, wydawca, grafik
- Max Bojarski, teolog – sekretarz redakcji.